# تل رجيم
تل رجيم هو موقع أثري في العراق، في الجزيرة الفراتية القديمة، في وادي نهر دجلة، على بعد حوالي 25 كيلومتراً إلى الشمال الغربي من مدينة نينوى.

## البحوث الأثرية
اكتشف الموقع في 1984-1985 كجزء من مشروع إنقاذ سد الموصل (أعيدت تسميته فيما بعد بمشروع إنقاذ سد صدام)، وهي عملية إنقاذ أثرية دولية نظمتها مديرية الآثار العراقية في الثمانينيات بسبب بناء سد الموصل على نهر دجلة. أجريت التنقيبات في تل رجيم من قبل بعثة من المركز البولندي لآثار البحر الأبيض المتوسط بجامعة وارسو، بقيادة بيوتر بيلينسكي، خلال ثلاثة مواسم ميدانية. الموقع عبارة عن تل صغير نسبيًا (2.5 هكتار)، مع طبقات أثرية تعود إلى فترات مختلفة. اكشفت ستة قبور هيكلية، من المفترض أنها تعود إلى العصر الساساني (القرنين الثالث والسادس الميلادي)، على قمة التل. وبقايا آشورية جديدة تحت السطح مباشرة. وكانت تتألف من مباني ذات أساسات حجرية وغرف مستطيلة وأفنية مرصوفة. تعتبر الأختام الأسطوانية الأربعة التي يعود تاريخها إلى النصف الثاني من القرن الثامن قبل الميلاد من الاكتشافات المهمة في هذه المنطقة. أفضل ما تم الحفاظ عليه هو بقايا مستوطنة ثقافة خابور من النصف الأول من الألفية الثانية قبل الميلاد، والتي كانت محاطة بجدار دفاعي. وكشف عن جزء كبير من مبنى سكني في المنطقة الغربية من الموقع ومقابر نينوى الخمسة في المنطقة الوسطى. تعود أقدم الطبقات إلى فترة أوروك. وأدى تآكل التل، الذي حدث خلال فترات الاستراحة في المستوطنة، إلى إعاقة أعمال التنقيب. كما قامت البعثة البولندية بأعمال في موقع تل رافان الواقع في نفس المنطقة.

## روابط خارجية
- الحفريات البولندية في تل رجيم